# إسماعيل صالح
إسماعيل صالح (7 سبتمبر 1985) لاعب كرة قدم بحريني يلعب حاليا لصالح نادي الدرجة الأولى الرفاع البحريني في مركز قلب الدفاع من 2012 كما يجيد اللعب في مراكز الظهير الأيمن والظهير الأيسر والوسط المدافع .

## الإنجازات

### الرفاع
- الدوري البحريني الممتاز (2): 2005، 2014
- كأس ملك البحرين (1): 2010
- كأس ولي العهد (2): 2004، 2005
- كأس الاتحاد البحريني (1): 2004، 2014